# Palicourea chimboracensis
Palicourea chimboracensis är en måreväxtart som beskrevs av Paul Carpenter Standley. Palicourea chimboracensis ingår i släktet Palicourea och familjen måreväxter. Inga underarter finns listade i Catalogue of Life.